# Dieter Spöri
Pour les articles homonymes, voir Spori.
Dieter Spöri, né le 15 mai 1943 à Stuttgart, est un homme politique allemand membre du Parti social-démocrate d'Allemagne (SPD). Il est président du Mouvement européen-Allemagne depuis 2006. Entre 1992 et 1996, il exerce les fonctions de ministre-président adjoint et ministre de l’Économie du land de Bade-Wurtemberg.

## Biographie
Il étudie les sciences économiques à Tübingen où il est, avec Rudolf Hickel, un des leaders du mouvement étudiant de 1968. 

## Activités professionnelles
De 1970 à 1974, il est directeur-adjoint du Südwestdeutsche Wirtschaftsforschung (institut de recherches économiques pour l’Allemagne du Sud-Ouest). Il est également chargé d’enseignement en politique économique à l’université de Stuttgart jusqu’en 1975. 

## Vie politique
Dieter Spöri intègre le SPD en 1970. De 1975 à 1998, il fait partie des administrateurs de la section Bade-Wurtemberg, puis exerce des fonctions au niveau national de 1988 à 1998.
De 1976 à 1988, il est élu au Bundestag pour la circonscription d’Heilbronn (Bade-Wurtemberg). Il y préside la Commission des finances et exerce entre autres, de 1984 à 1988, la fonction de porte-parole pour la politique fiscale du SPD.
Au niveau local, il se présente par trois fois à l’élection de ministre-président pour le Bade-Wurtemberg, en tant que tête de liste.
Lors de sa première candidature en 1988, il se présente contre le Ministre-président Lothar Späth. Les 49,1 % de voix obtenues par la CDU lui permettent, malgré un recul de 2,9 points, de conserver une majorité absolue au sein du Landtag. Le SPD stagne quant-à-lui avec 32 % des voix et un recul minimal de 0,4 points. Il obtient un mandat direct au sein de la circonscription de Heilbronn, et quitte ainsi le Bundestag pour le Landtag, au sein duquel il est élu à la tête du groupe SPD. Il devient ainsi chef de l’opposition. 
En 1992, il se représente contre Erwin Teufel. Cette fois-ci, les deux partis subissent un net recul (la CDU obtient le score de 39,6 % et enregistre un recul de 9,5 points, tandis que le SPD rassemble 29,4 % des voix et perd 2,6 points). À la suite de l’entrée du parti les Républicains au Landtag, les deux partis forment une grande coalition. Spöri est élu Ministre-président adjoint et devient Ministre de l’économie, postes qu’il occupe jusqu’en 1996. De 1993 à 1994, il préside la Conférence des Ministres allemands de l’économie.
Lors des élections de 1996, au cours desquelles il se présente pour la troisième fois consécutive en tant que tête de liste, le SPD obtient son plus mauvais score depuis la création du Land. Erwin Teufel peut ainsi mettre fin à la grande coalition pour en former une nouvelle avec le FDP. Dieter Spöri se retire alors de la vie politique.

## En dehors de la politique
De 1999 à 2008, il représente la société Daimler auprès du gouvernement fédéral. À partir de 2007, il est membre du conseil de surveillance du groupe SAP. Depuis le 1er septembre 2008, il exerce la fonction de représentant général et sociétaire de la société de conseil PMCi.
Depuis 2006, il est président du Mouvement européen-Allemagne (il est réélu en 2008 et 2010).
Depuis son retrait de Daimler, il exprime un nombre croissant de critiques sur les politiques économiques allemande et européenne, ainsi que sur le financement des partis politiques.